# 춘천계성학교
춘천계성학교는 강원특별자치도 춘천시 후평동에 있는 공립 특수학교이다. 청각장애 학생을 위한 특수교육기관으로 영유아반, 유치부, 초등부, 중학부, 고등부를 두고 있다.

## 연혁
- 1976년 3월 10일 : 개교